# Maharishi Mahesh Yogi
Mahesh Prasad Varma, más conocido como Maharishi Mahesh Yogi (Jabalpur, 12 de enero de 1917-Vlodrop, 5 de febrero de 2008), fue un gurú religioso indio, fundador de la meditación trascendental.

## Biografía
Varma nació en el área de Panduka, en Raipur (Provincias Centrales de la India Británica).
En cambio en su pasaporte dice que había nacido en Pounalulla (India), y que el nombre de su padre era Sri Ram Prasad.
Las biografías de Paul Mason, William Jefferson y Elsa Dragemark dicen que el nombre civil de Maharishi era Mahesh Prasad Varma, y que nació el 12 de enero de 1917 en Raipur (Chhattisgarh).
La biógrafa Cynthia Ann Humes escribió que su familia pertenecía a la casta kaiastha (escribas).
Él decía que había estudiado la carrera de física en la Allahabad University.
En 1941 (a los 24 años de edad), se convirtió en secretario de Brahmananda Saraswati, quien le cambió el nombre por Bal Brahmachari Mahesh (la palabra brahma-chari significa literalmente ‘el que camina con Dios’, pero indica la práctica del celibato). Maharishi permaneció con Brahmananda Saraswati hasta la muerte de este último en 1953.
Aunque Maharishi era un discípulo cercano, las leyes de castas del hinduismo le impidieron escalar posiciones dentro de la organización, debido a que no pertenecía a la casta bráhmana.
Se trasladó a Estados Unidos en 1960 y empezó a enseñar una técnica de yoga y meditación que posteriormente se extendería por otros países como "Ciencia de la Inteligencia Creativa". Tanto en Madrás como en Estados Unidos (San Francisco), este pensamiento aparece como "Movimiento para la Regeneración Espiritual", y más tarde Meditación Trascendental (MT), la que según sus propios escritos es una técnica de relajación y descanso profundo que sirve para mejorar la calidad de vida del individuo y la sociedad a través de trascender los pensamientos por medio de un sonido llamado mantra durante 20 minutos por la mañana y posteriormente por la tarde.
En esta línea se imparten cursos, llegando incluso a fundar diversas universidades, institutos y colegios a través del mundo, entre los que destaca la Universidad Maharishi de Administración ubicada en Fairfield (Iowa). Estos establecimientos educacionales incorporan a la educación tradicional una nueva metodología conocida que definen como "Educación Basada en la Conciencia".
Según Maharishi, los principios de su técnica están basados en las enseñanzas de una larga tradición de maestros, como Patañyali (una de las grandes referencias del yoga moderno), Naraiana, y Swami Brahmananda Saraswati (su propio maestro). Se le considera introductor de la Meditación trascendental en Occidente y sus técnicas han sido difundidas a millones de personas de todo el mundo. 
Alcanzó fama mundial mediante su relación con miembros de la contracultura de los años sesenta, especialmente estrellas del pop y el rock como el grupo británico The Beatles, el grupo californiano The Beach Boys (cuyo cantante Mike Love, se convirtió en maestro de la MT) y el cantautor Donovan (que se hizo amigo de Maharishi y puso su foto en la contratapa de su álbum A Gift from a Flower to a Garden). El encuentro con Los Beatles fue en el año 1968 en que los jóvenes músicos viajaron a la India, en unos meses, tiempo en que compusieron los temas del Álbum Blanco. De su estadía en la India con el Maharishi, los Beatles sacaron lo mejor de su inspiración, motivo por el cual no puede desmerecerse totalmente la influencia del Maharishi. Posteriormente George Harrison, Paul McCartney y Ringo Starr continuaron ligados a Maharishi, llegando a ofrecer conciertos en beneficio de algunas de sus iniciativas. Los Beatles abandonaron al Maharishi (de 51 años) cuando este fue sorprendido tratando de violar a la actriz Mia Farrow. La canción «Sexy Sadie» del Álbum blanco es una alusión a este gurú. Después de la muerte de Lennon en 1980, Harrison y McCartney reconsideraron estas acusaciones contra el Maharishi, y McCartney ha indicado que los rumores de conducta sexual inapropiada fueron inventos de Alexis Mardas, un asociado de los Beatles, que tenía fines ulteriores, según un reportaje de The New York Times. En la década de los 1990, Harrison y McCartney estaban lo suficientemente convencidos de la inocencia del Maharishi que le pidieron disculpas y se reconciliaron con él.
El comediante Andy Kaufman y el mago Doug Henning fueron también estudiantes de Maharishi.
Clint Eastwood y David Lynch son dos notables cineastas que practicaron la técnica de la meditación trascendental.
En 1970 Robert Wallace, doctor en fisiología de la Universidad de California, demostró que la técnica de la Meditación Trascendental producía varios efectos, como disminución en el consumo de oxígeno y en el ritmo metabólico, indicando un estado de profundo descanso.
En octubre de 1975, Maharishi apareció en la portada de la revista estadounidense Time.

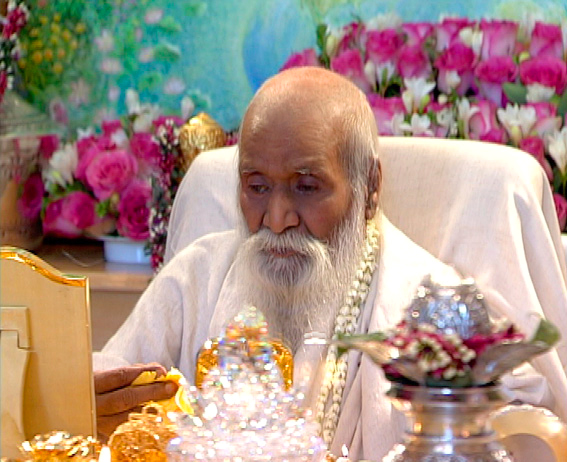
M. M. Yogi en 2005.

En 1980, Maharishi comienza a difundir otras disciplinas provenientes de la tradición hinduista, como el sistema de herboristería y medicina conocido como ayurveda (que él rebautizó como ayurveda maharishi). que se difundió por Estados Unidos y Europa.
En 2000 el Instituto Nacional de Salud de Estados Unidos ya había aportado más de 24 millones de dólares para ampliar la investigación de los beneficios sobre la salud de su sistema de salud natural conocido como Áiur Vedá y de su técnica de meditación trascendental.
En 2001 introduce en Occidente la arquitectura hinduista que según Maharishi es una forma muy particular de diseñar y construir viviendas y edificaciones diversas, en armonía con la salud y en consonancia con las leyes de la naturaleza. En 2001 se crea oficialmente en el estado de Iowa una nueva ciudad, que promueve estos principios y que recibe el nombre de "Ciudad Védica Maharishi".
En 2005 el conocido director de cine David Lynch establece la Fundación David Lynch, orientada a financiar, becar y avalar la enseñanza de la Meditación Trascendental entre los estudiantes de escuelas públicas y universidades de los Estados Unidos.
Maharishi impulsó y propagó diversas iniciativas en pro de la paz mundial durante más de 40 años.